# Emertonia diva
Emertonia diva is een eenoogkreeftjessoort uit de familie van de Paramesochridae. De wetenschappelijke naam van de soort is voor het eerst geldig gepubliceerd in 2005 door Veit-Kohler.